# Циклічно-потокова технологія
Циклічно-потокова технологія (рос. циклично-поточная технология, англ. cyclic and line production process; нім. Zyklofliesstechnologie f) — у гірництві — порядок гірничих робіт, при яких відбувається суміщення руху технологічних процесів з метою забезпечення безперервної видачі корисної копалини або гірської маси.